# Charles Bruce, IV conte di Elgin
Charles Bruce, IV conte di Elgin (29 maggio 1682 – 10 febbraio 1747), è stato un nobile scozzese.

## Biografia
Era l'unico figlio maschio di Thomas Bruce, III conte di Elgin, e della sua prima moglie, Lady Elizabeth Seymour, figlia di Henry Seymour, Lord Beauchamp e Mary Capell.

## Carriera
È stato deputato per Great Bedwyn (1705-1710) e per Marlborough. Nel dicembre 1711 è stato convocato alla Camera dei lord dopo che successe al padre nella contea. Siccome i suoi due figli morirono prima di lui, è stato creato nel 1746 barone Bruce, di Tottenham, il nipote Thomas Brudenell.

## Matrimonio
Sposò, il 7 febbraio 1705, Lady Anne Savile, figlia di William Savile, II marchese di Halifax. Ebbero quattro figli:
- Lady Elizabeth Bruce (?-5 novembre 1796), sposò Benjamin Bathurst, non ebbero figli;
- Lady Mary Bruce (1710-17 agosto 1738), sposò Henry Brydges, II duca di Chandos, ebbero due figli;
- Lord Robert Bruce (1714-30 agosto 1738), sposò Frances Blackett, non ebbero figli;
- Lord George Bruce (1717-?).

Sposò, il 2 febbraio 1719, Lady Juliana Boyle, figlia di Charles Boyle, II conte di Burlington. Non ebbero figli.
Sposò, il 18 giugno 1739, Lady Caroline Campbell, figlia del generale John Campbell, IV duca di Argyll e Mary Bellenden. Ebbero una figlia:
- Lady Mary Bruce (?-5 novembre 1796), sposò Charles Lennox, III duca di Richmond, non ebbero figli.

## Morte
Poiché nessuno dei suoi figli gli sopravvisse, dopo la sua morte, la contea di Elgin e i suoi possedimenti scozzesi furono ereditati dal cugino, mentre la contea di Ailesbury e i suoi possedimenti inglesi si estinsero. La baronia di Tottenham passò al nipote Thomas Brudenell.
Morì il 10 febbraio 1747. Fu sepolto a Maulden.

## Ascendenza
|                                  |                                      |                                          | Genitori                          |  |  | Nonni |  |  | Bisnonni                       |  |  | Trisnonni                    |  |
|                                  |                                      |                                          |                                   |  |  |       |  |  | Thomas Bruce, I conte di Elgin |  |  | Edward Bruce, I lord Kinloss |  |
|                                  |                                      |                                          |                                   |  |  |       |  |  | Thomas Bruce, I conte di Elgin |  |  | Edward Bruce, I lord Kinloss |  |
|                                  |                                      | Magdalene Clerk                          |                                   |  |  |       |  |  | Thomas Bruce, I conte di Elgin |  |  |                              |  |
| Robert Bruce, II conte di Elgin  |                                      |                                          |                                   |  |  |       |  |  | Thomas Bruce, I conte di Elgin |  |  |                              |  |
|                                  |                                      | Anne Chichester                          | Robert Chichester                 |  |  |       |  |  |                                |  |  |                              |  |
|                                  |                                      | Anne Chichester                          | Robert Chichester                 |  |  |       |  |  |                                |  |  |                              |  |
|                                  |                                      | Anne Chichester                          | Frances Harington                 |  |  |       |  |  |                                |  |  |                              |  |
| Thomas Bruce, III conte di Elgin |                                      | Anne Chichester                          |                                   |  |  |       |  |  |                                |  |  |                              |  |
|                                  |                                      | Henry Grey, I conte di Stamford          | John Grey                         |  |  |       |  |  |                                |  |  |                              |  |
|                                  |                                      | Henry Grey, I conte di Stamford          | John Grey                         |  |  |       |  |  |                                |  |  |                              |  |
|                                  |                                      | Henry Grey, I conte di Stamford          | Elizabeth Nevill                  |  |  |       |  |  |                                |  |  |                              |  |
| Diana Grey                       |                                      | Henry Grey, I conte di Stamford          |                                   |  |  |       |  |  |                                |  |  |                              |  |
|                                  |                                      | Anne Cecil                               | William Cecil, II conte di Exeter |  |  |       |  |  |                                |  |  |                              |  |
|                                  |                                      | Anne Cecil                               | William Cecil, II conte di Exeter |  |  |       |  |  |                                |  |  |                              |  |
|                                  |                                      | Anne Cecil                               | Elizabeth Drury                   |  |  |       |  |  |                                |  |  |                              |  |
| Charles Bruce, IV conte di Elgin |                                      | Anne Cecil                               |                                   |  |  |       |  |  |                                |  |  |                              |  |
|                                  | William Seymour, II duca di Somerset | Edward Seymour, visconte Beauchamp       |                                   |  |  |       |  |  |                                |  |  |                              |  |
|                                  | William Seymour, II duca di Somerset | Edward Seymour, visconte Beauchamp       |                                   |  |  |       |  |  |                                |  |  |                              |  |
|                                  | William Seymour, II duca di Somerset | Honora Rogers                            |                                   |  |  |       |  |  |                                |  |  |                              |  |
| Henry Seymour, lord Beauchamp    | William Seymour, II duca di Somerset |                                          |                                   |  |  |       |  |  |                                |  |  |                              |  |
|                                  |                                      | Frances Devereux                         | Robert Devereux, II conte d'Essex |  |  |       |  |  |                                |  |  |                              |  |
|                                  |                                      | Frances Devereux                         | Robert Devereux, II conte d'Essex |  |  |       |  |  |                                |  |  |                              |  |
|                                  |                                      | Frances Devereux                         | Frances Walsingham                |  |  |       |  |  |                                |  |  |                              |  |
| Elizabeth Seymour                |                                      | Frances Devereux                         |                                   |  |  |       |  |  |                                |  |  |                              |  |
|                                  |                                      | Arthur Capell, I barone Capell di Hadham | Henry Capell                      |  |  |       |  |  |                                |  |  |                              |  |
|                                  |                                      | Arthur Capell, I barone Capell di Hadham | Henry Capell                      |  |  |       |  |  |                                |  |  |                              |  |
|                                  |                                      | Arthur Capell, I barone Capell di Hadham | Theodosia Montagu                 |  |  |       |  |  |                                |  |  |                              |  |
| Mary Capell                      |                                      | Arthur Capell, I barone Capell di Hadham |                                   |  |  |       |  |  |                                |  |  |                              |  |
|                                  |                                      | Elizabeth Morrison                       | Charles Morrison, I baronetto     |  |  |       |  |  |                                |  |  |                              |  |
|                                  |                                      | Elizabeth Morrison                       | Charles Morrison, I baronetto     |  |  |       |  |  |                                |  |  |                              |  |
|                                  |                                      | Elizabeth Morrison                       | Mary Hicks                        |  |  |       |  |  |                                |  |  |                              |  |
|                                  |                                      | Elizabeth Morrison                       |                                   |  |  |       |  |  |                                |  |  |                              |  |